# Hadena morosa
Hadena morosa là một loài bướm đêm trong họ Noctuidae.